# 김수길 (축구 선수)
김수길(한국 한자: 金秀吉, 1959년 3월 6일 ~ )은 대한민국의 전 축구 선수이며, 포지션은 미드필더였다.